# Double Oak (Texas)
Double Oak kisváros az USA Texas államában, Denton megyében. Lakosainak száma 3054 fő (2020. április 1.).

## Népesség
A település népességének változása:

| 2010 | 2 867 |
| 2020 | 3 054 |